# Priorat Merlande
Das Priorat Merlande ist ein ehemaliges, der Abtei Notre-Dame von Chancelade unterstelltes Priorat. Es befindet sich in der heutigen Gemeinde La Chapelle-Gonaguet im Département Dordogne in der Region Nouvelle-Aquitaine in Frankreich.

## Geographie

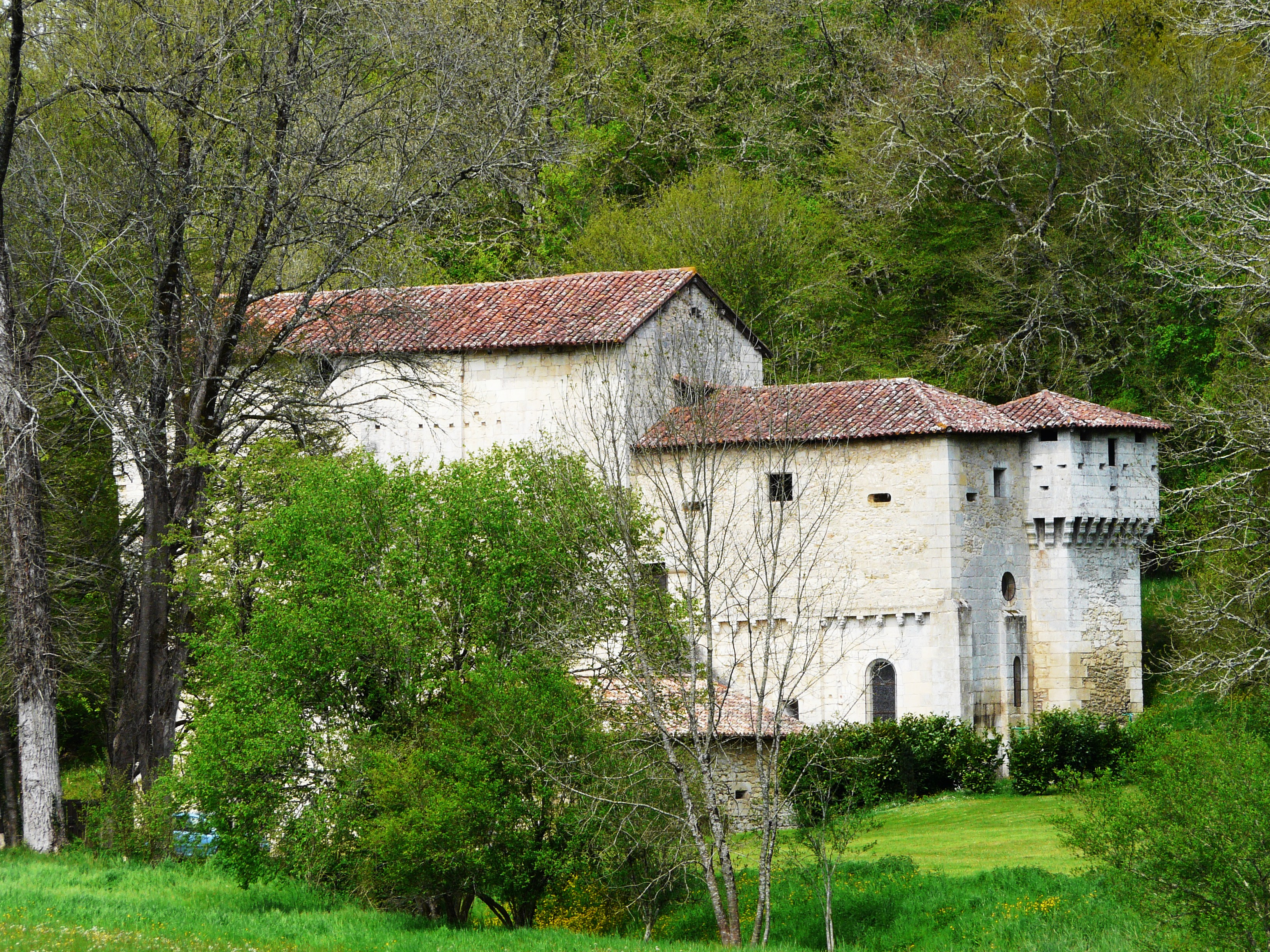
Außenansicht

Das Priorat Merlande, im Französischen Prieuré de Merlande, auf Karten auch als Abbaye de Merlande bezeichnet, liegt auf 164 Meter Meereshöhe in einem kleinen, in Kreidekalke des Untersantons eingeschnittenen Trockental, etwa 1500 Meter nordöstlich des Ortskerns von La Chapelle-Gonaguet. In unmittelbarer Nähe befindet sich eine nicht versiegende Quelle.
Das Priorat kann über mehrere Kommunalstraßen erreicht werden. Der einfachste Zugang erfolgt jedoch über die D 2 von Chancelade nach Bussac, die nur einen Kilometer weiter östlich vom Priorat vorbeizieht. Der ausgeschilderte Abzweig nach links liegt einen Kilometer nach Durchqueren des Weilers Peychey. Am Priorat führt außerdem der Fernwanderweg GR 36 vorbei.

## Geschichte
Im Jahr 1140 vermachte der Bischof von Périgueux Geoffroi I. de Cauzé (1138–1142) der Abtei von Chancelade die Ländereien bei Merlande. Drei Jahre später im Jahr 1143 beschloss der zweite Abt von Chancelade Élie Audoin (Élie de La Garde), an dieser Stelle eine Johannes dem Täufer geweihte Kapelle errichten zu lassen. Sie bildet den Chor des jetzigen Bauwerks und wurde mit 11 Kapitellen ausgeschmückt, der Triumphbogen am Portal im Südwesten mit zwei. Die Kapitelle zeigen vorwiegend Tiermotive und pflanzliches Dekor und sind exquisit gearbeitet – sie waren wahrscheinlich ursprünglich polychrom.
Recht rasch hatte sich die Kapelle zum Priorat verwandelt, weswegen auf der Südwestseite zwei weitere mit Kuppeln bedeckte Joche angebaut worden waren.
Das Priorat war im Jahr 1172 von englischen Soldaten unter der Führung von Heinrich II. und seinem Sohn Richard Löwenherz auf ihrem Belagerungszug gegen Bourg du Puy-Saint-Front (im jetzigen Périgueux) teilweise zerstört worden. Die Kapelle wurde jedoch anschließend  recht rasch wieder aufgebaut und dabei das Vorderteil des Kirchenschiffs mit einem Tonnengewölbe ersetzt.
Während der Hugenottenkriege war das Priorat zweimal von den Protestanten verwüstet worden. Der Abt François de Brianson beschloss daher, das Priorat befestigen zu lassen. An der Nordostecke wurde ein mit Maschikuli bewehrter Turm angebaut und auf die romanische Kapelle ein Aufenthaltsraum für die Verteidiger aufgesetzt, der über eine an der Fassadenwand der Kapelle angebrachte Treppe zugänglich war. In die Mauern der Kapelle wurden zusätzlich Schießscharten eingelassen. Neben weiteren Defensivanlagen waren sämtliche Gebäude außerdem von Gräben umgeben.
Das rechteckige Haus des Priors stammte aus dem 16. Jahrhundert und stand an der Südseite im rechten  Winkel zur Kirche. Es wurde an seiner Südwestecke von einem Rundturm flankiert. Im Westen und Süden umrahmte es ein gemauerter Graben.
Während der Französischen Revolution musste der letzte Prior die Flucht ergreifen und ertrank dabei in einem der Gräben. Das Priorat wurde geplündert, nur die Kapelle blieb verschont. Wohngebäude und Werkstätten wurden dem Erdboden gleichgemacht. Im Jahr 1791 schließlich wurden auch noch die zum Priorat gehörenden Ländereien verkauft.
Im Konkordat von 1801 verlor die Kapelle ihren Status und wurde ohne Dachbedeckung ihrem weiteren Schicksal überlassen.

## Schutzmaßnahmen und Instandsetzungen
Das Priorat wurde am 3. August 1892 als Monument historique anerkannt, das Grundstück bestehend aus den Kadasternummern 169, 170, 171, 183, 184, 186, 190, 192, 381 bis 384, 396 und 398 sodann am 19. März 2002 unter der Referenz PA00082483 in das Verzeichnis eingeschrieben.
Zwischen 1945 und 1948 wurden die Maurerarbeiten an der Kapelle vom zuständigen Dienst der Monuments historiques restauriert. Im Jahr 1962 wurde das einstige Aufenthaltsgebäude des Priors mit einem seiner Türme wieder aufgebaut. Die angrenzende Speisekammer wurde 1996 wieder in Stand gesetzt.

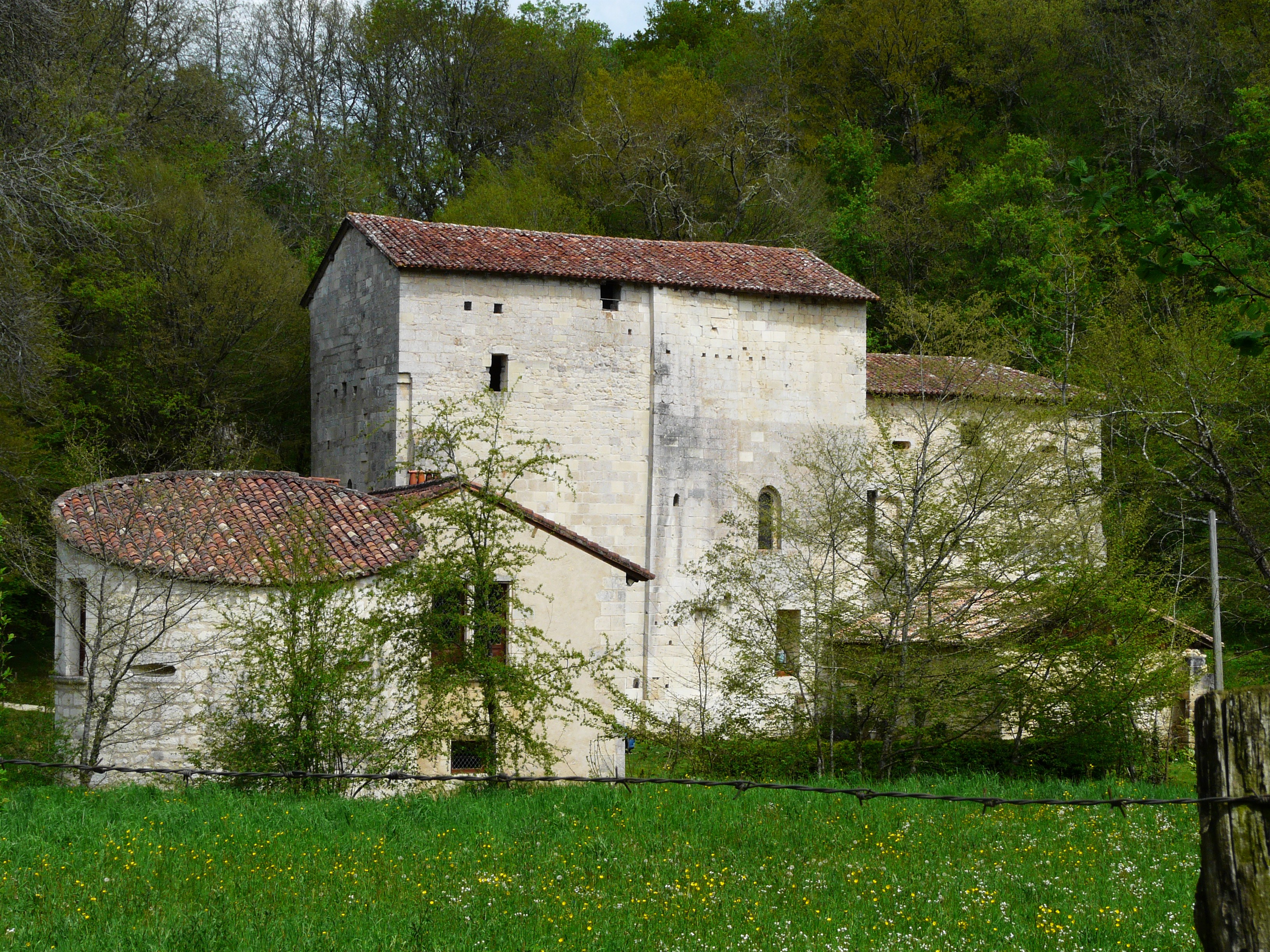
Gesamtansicht
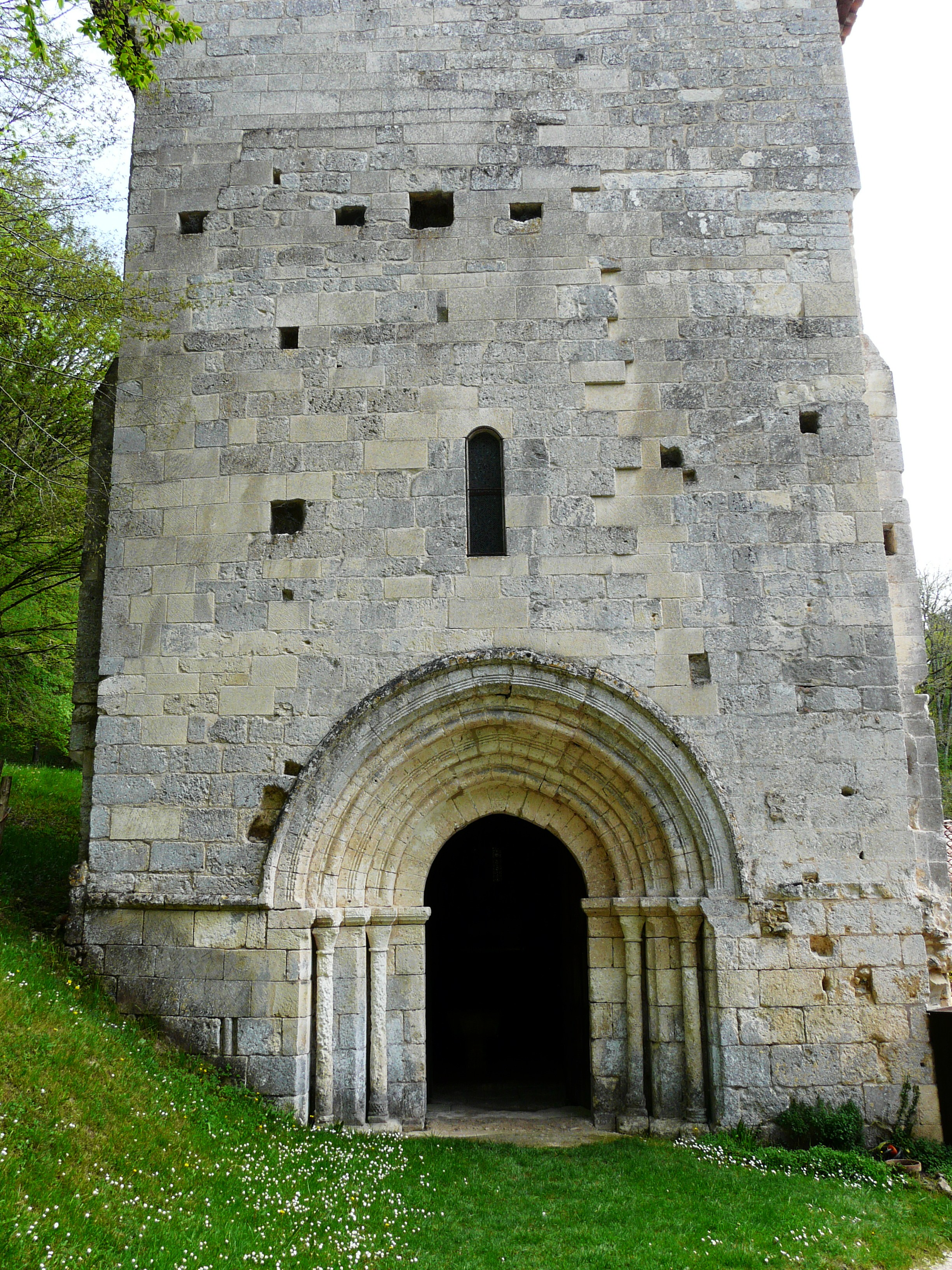
Südwestfassade
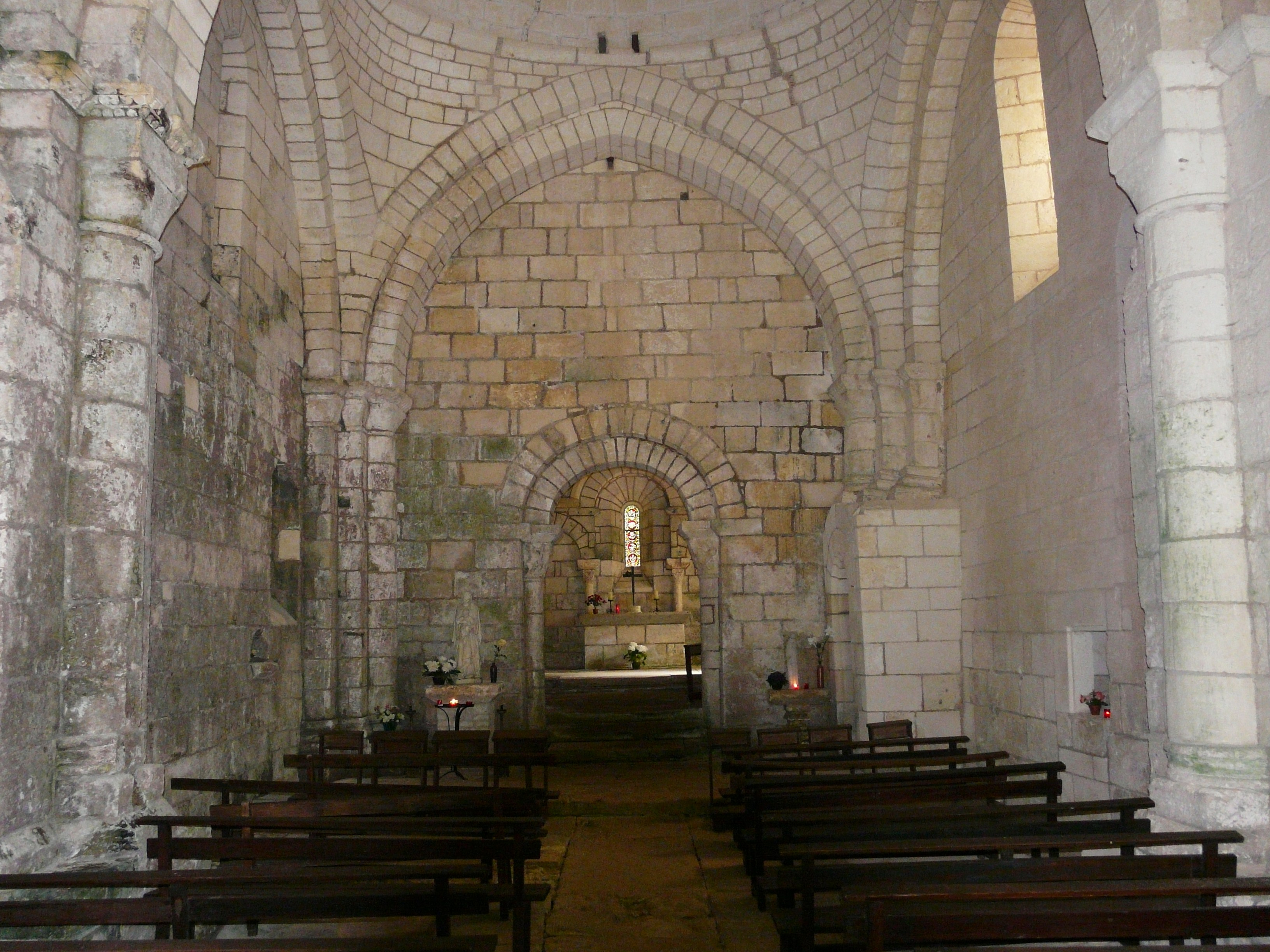
Zweites kuppelbedecktes Joch
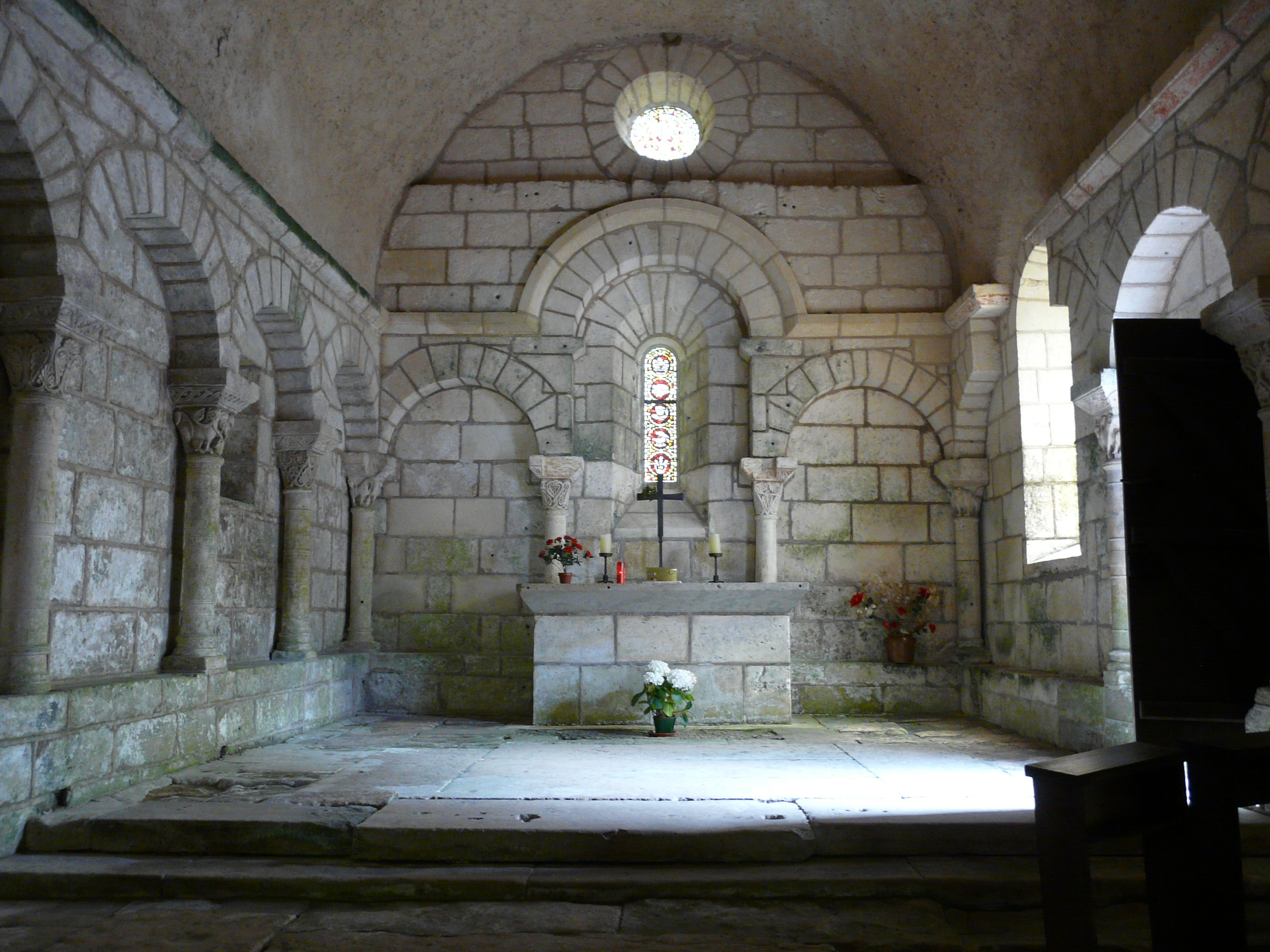
Chor
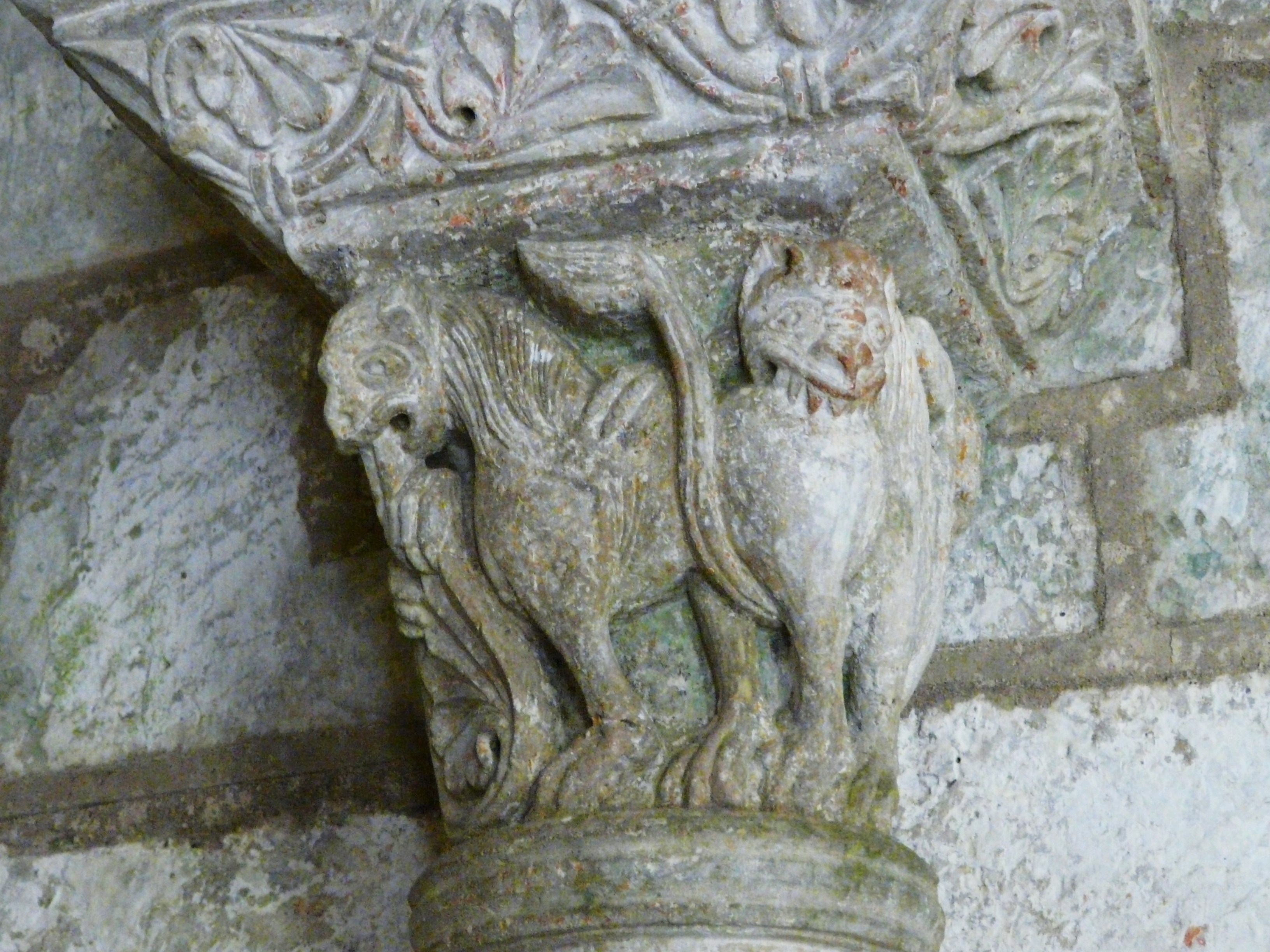
Chorkapitell